# Ичжэн
Ичжэ́н (кит. упр. 仪征, пиньинь Yízhēng) — городской уезд городского округа Янчжоу провинции Цзянсу (КНР).

## История
Во времена империи Тан здесь в 682 году был создан уезд Янцзы (扬子县). Во времена Южной Тан он был в 937 году переименован в Юнчжэнь (永贞县), но при империи Сун в 1023 году ему было возвращено название Янцзы. Затем он был повышен в статусе до области, став областью Чжэньчжоу (真州). После основания империи Мин область была понижена в статусе до уезда — так появился уезд Ичжэнь (仪真县).
Во времена империи Цин из-за практики табу на имена после того, как на престол в 1723 году взошёл император Айсиньгёро Иньчжэнь, чтобы избежать употребления иероглифа «чжэнь», читающегося точно так же как и иероглиф, входящий в личное имя императора, уезд был переименован в Ичжэн (仪徵县). После восшествия на престол императора Айсиньгёро Пуи по аналогичной причине уезд был переименован в Янцзы. После Синьхайской революции ему было в 1912 году возвращено название Ичжэн.
В 1949 году был создан Специальный район Янчжоу (扬州专区), и уезд вошёл в его состав. В 1950 году Специальный район Янчжоу был присоединён к Специальному району Тайчжоу (泰州专区). В 1953 году была создана провинция Цзянсу, и Специальный район Тайчжоу был переименован в Специальный район Янчжоу. В 1960-х годах, в результате проводимой в КНР кампании по замене сложных по написанию иероглифов на упрощённые версии, вместо иероглифа 徵 стал использоваться также читающийся иероглиф 征. 
В 1970 году Специальный район Янчжоу был переименован в Округ Янчжоу (扬州地区).
В 1983 году были расформированы Округ Янчжоу и город Янчжоу, и образован Городской округ Янчжоу.
В 1986 году уезд Ичжэн был преобразован в городской уезд.

## Административное деление
Городской уезд делится на 2 уличных комитета и 9 посёлков.

## Экономика
В Ичжэне расположен судостроительный завод, на котором строят крупнейшие ролкеры.